# Fontaine commémorative à Požega
La fontaine commémorative à Požega (en serbe cyrillique : Спомен чесма у Пожеги ; en serbe latin : Spomen česma u Požegi) se trouve à Požega, dans le district de Zlatibor, en Serbie. Elle est inscrite sur la liste des monuments culturels protégés de la République de Serbie (identifiant no SK 974).